# Max Frisch
Max Frisch (Zürich, 1911. május 15. – Zürich, 1991. április 4.) svájci építész, író. A legkiemelkedőbb svájci írók közé tartozik, munkássága része a német irodalomnak. Életének közel nyolcvan éve alatt a drámák és a regények mellett az építőművészetben is tudott alkotni. Kiemelkedő drámái az És a holtak újra énekelnek, a Biedermann és a gyújtogatók, jelentős regénye a Stiller, a Homo Faber és a Ganteibein legyen a nevem.

## Fiatalkora és tanulmányai
1911. május 15-én született Franz Bruno Frisch és Karolina Bettina (Wildermuth) Frisch fiaként. Apja neves építészmérnök-építőművész volt. A családja őt is építésznek szánta, de már gimnazista korától megmutatkozott az irodalom és főleg a drámairodalom iránti elkötelezettsége és tehetsége. Tizenhat évesen megírta első drámáját, amelyet egy levéllel elküldött Jürg Reinhartnak, a legnevesebb rendezőnek. Reinhart válaszban méltatta a fiú tehetségét, és szép jövendőt ígért neki, de segítségképpen elmagyarázta, hogy tehetséget mutató kísérlete miért nem alkalmas még színházi előadásra.
A fiú tanult a szakszerű magyarázatból, és tovább kísérletezett. Eközben elvégezte a műszaki egyetemet, és építészmérnöki diplomával egyelőre az apai utat folytatta hamarosan egy pályázaton első díjat is nyert.

## Irodalmi pályafutása
1938-ban egy prózai művével elnyerte az egyik legnagyobb irodalmi díjat, a Conrad Ferdinand Meyer-díjat. Ettől kezdve az irodalmat tartotta fő hivatásának. A második világháború alatt Frisch egy ideig a határőrségnél teljesített katonai szolgálatot. Humanista érzelmeivel, és demokrata meggyőződésből eleve gyűlölte a fasizmust, melynek fajelméletét hevesen kritizálta. A háborúba kényszerített német kisembereket ugyanolyan áldozatoknak
tudta, mint ellenfeleiket, valamint egyértelműen a nyugati hatalmak mellett állt, habár a kapitalizmus ugyanolyan távol állt tőle, mint a bolsevizmus.
Meg volt győződve arról, hogy a tragédiákba sodort magánembereknek minden politikai rendszer idegen, azonban az életben maradottak számára is közös a gyász. Ezt fogalmazta meg És a holtak újra énekelnek című drámájában. Ezt a művét műfajilag requiemnek nevezte. Dramaturgiai jellege szerint a mű a középkori moralitás-játékokhoz hasonlatos. Személyei jelképes alakok, fogalommá vált halottak, vétlenül és értelmetlenül elpusztított katonák: Tom, Hans és Iván – egy amerikai, egy német és egy orosz fiú. Körülöttük a halottak kórusa.
Már ennél a művénél látszik, hogy stilisztikailag és a szerkesztés szempontjából Brecht, és Wilder drámái voltak a legnagyobb hatással rá. Frisch Brechttől az elidegenítő módszert, Wildertől pedig a narrátor szerepeltetését használta fel. Az Andorra 1945-ben jelenik meg, majd 1947-ben már csehül, majd hamarosan szinte minden európai és Amerikában honos nyelven. Magyarországon 1958-ban mutatták be. Még ez évben elkészül következő, még ennél is sikeresebb tragikomikus játéka, a Biedermann és a gyújtogatók, ami szintén egy szimbolikus színpadi mű, ezúttal a gyáva kispolgárról. Biedermann a moralitásokból ismert Jedermann, a testet öltött általános emberi paródiája. Biedermann úgy fél az emberiséget fenyegető gyújtogatóktól, hogy igyekszik kedvesnek lenni hozzájuk, még házába is befogadja őket, remélve, hogy majd az általános tűzvészben ő megmenekülhet. A komor cselekmény szinte bohózatos feldolgozása ókori és középkori színpadi lehetőségeket nyújt a szerepekhez. A cselekményt a „Tűzoltók kórusa” kíséri. 1958-ban Büchner-díjjal tüntették ki.
E két színjátékkal lett világhírű. Mivel az irodalmi világban elvárták a folytatást, egyre jelentékenyebb, izgalmasabb, mindig jelképes színpadi műveket alkotott. Ezek közül a legjelentősebb az Andorra című, ami szintén egy moralitás-játék. Alakjai, színhelyei elvonatkoztatottak, főszereplői a „Férfi” és a „Nő”, a többi szerep testet öltött fogalom. Témája a fajgyűlölet irtóztató és mindenkire káros embertelensége. Az évszázad egyik legkitűnőbb humanista színpadi műve.

## Regényei

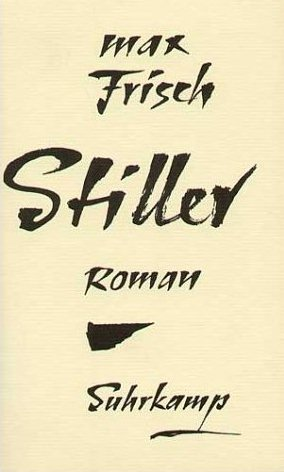
Max Frisch, Stiller (1954) könyvborító

Már a világ egész irodalmi élete tudomásul vette, hogy Frisch a kor nagyon jelentékeny drámaírója, amikor egymás után több regénnyel jelezte, hogy a szépprózának is mestere. Ezekben, főleg a már korán például az 1954-ben írt Stillerben, de a későbbiekben is az egzisztencialista filozófia fő problémája, a személyiség kettős arculata a központi témája. Bár ezek elvont, filozófiai témák, de mivel a cselekményük konkrét olvasmányként érdekesek, igazi olvasmányos történetek.
Max Frisch egyszerre volt kitűnő író és jelentékeny építész. 1945-től híres, majd később világhírű, akinek népszerűsége, elismertsége 1991. április 4-én bekövetkezett haláláig töretlen maradt.

## Drámái
- Utazás Pekingbe (Bin oder Die Reise nach Peking)
- Amikor a háború végetért (Als der Krieg zu Ende war)
- És a holtak újra énekelnek (Nun singen sie wieder)
- Biedermann és a gyújtogatók (Biedermann und die Brandstifter)
- Ha egyszer Hotz úr dühbe gurul (Die große Wut des Philipp Hotz)
- Biográfia. Egy játék (Biografie. Ein Spiel)
- Andorra

## Magyarul
- És a holtak újra énekelnek. Requiem. Színdarab; ford., utószó Ungvári Tamás; Európa, Bp., 1958 (Modern könyvtár)
- Biedermann és a gyújtogatók. Tandráma, tanulság nélkül; ford., utószó Ungvári Tamás, kardalok ford. Görgey Gábor; Európa, Bp., 1960 (Modern könyvtár)
- Andorra. Dráma; ford. Sz. Szántó Judit; Színháztudományi Intézet, Bp., 1961 (Világszínház)
- Életrajz. Játék; Színháztudományi Intézet, Bp., 1968
- Stiller. Regény; ford., utószó Szabó Ede; Európa, Bp., 1970
- Homo Faber; ford. Petra-Szabó Gizella; Európa, Bp., 1971 (Európa zsebkönyvek)
- Drámák; ford. Bányay Geyza et al., utószó Földényi F. László; Európa, Bp., 1978
- Az ember a holocénban jelenik meg; ford. Györffy Miklós; Európa, Bp., 1982
- Max Frisch–Friedrich Dürrenmattː Levélváltás; tan. Peter Rüedi, ford. Tandori Dezső; Glória, Bp., 1999 (Hírességek levelei)